# Каирско-гелиопольский трамвай
Каирско-гелиопольский трамвай — ликвидированная система электрического трамвая Большого Каира, в частности, Каира и Гелиополиса (Гелиополя). До 1991 года представляла собой две отдельных системы.

## История
Каирская трамвайная линия была открыта 12 августа 1896 года. Она была построена и изначально эксплуатировалась бельгийской компанией «SA des Tramways du Caire». Сеть быстро расширялась. Так, уже в 1917 году было 22 маршрута, в том числе через Нил. Впоследствии была открыта линия к Великим пирамидам в Гизе. Однако с открытием Каирского метрополитена в 1987 году трамваи стали постепенно вытесняться из улиц города. 
В городе-спутнике Каира, Гелиополе, трамвайная система была открыта 5 сентября 1908 года. Она принадлежала фирме бельгийского предпринимателя Эдуарда Эмпена. В 1991 году две к тому времени отдельных сети соединили в одну.

## Инфраструктура
Линии находятся в запущенном состоянии. Это связано с тем, что Каирско-гелиопольский трамвай эксплуатирует Каирская транспортная администрация, в ведении которой находится также Каирский метрополитен, а предприятие взяло курс на расширение сети метро, в том числе на прокладку линии между Каиром и Гелиополем, предусматривающей закрытие трамвайной системы. Вместе с тем, трамвай является самым дешёвым видом транспорта в мегаполисе. В 2013 году было объявлено, что будет проложена современная трамвайная линия от Центрального железнодорожного вокзала Насер-Сити в Новый Каир, способная выдерживать пассажиропоток до 30 тысяч пассажиров в день.
Тем не менее, в июле 2018 года прекратилась работа последних маршрутов трамвая — в Гелиополе.